# National Firearms Association
A National Firearms Association (NFA; francês: Association Nationale des Armes à Feu) é uma associação sem fins lucrativos atuando no Canadá. Seus principais objetivos são a revogação e substituição da Lei de Armas de Fogo (Projeto de Lei C-68), que foi introduzida no Parlamento canadense em 1995 (agora chamado de "Capítulo 39 dos Estatutos do Canadá de 1995"), a promoção das práticas de tiro e da segurança com armas de fogo e a proteção do direito de caça, de legítima defesa e de propriedade.

## Organização
A NFA é uma organização não governamental (ONG) registrada das Nações Unidas com status consultivo especial para o Conselho Econômico e Social das Nações Unidas (ECOSOC). Publica o Canadian Firearms Journal, ISSN 1702-1197.
A NFA foi confrontada com uma tentativa de aquisição hostil em 2015. Vários processos se seguiram, com a NFA sobrevivendo à tentativa de aquisição e ganhando os processos judiciais.

## Controvérsias
A NFA foi criticada por sua atuação na mídia após a ocorrência de um tiroteio que deixou três policiais da RCMP mortos e dois outros feridos em Moncton, New Brunswick, em 5 de junho de 2014. A declaração dizia: "Incidentes como esses demonstram ... que nenhum dos esforços de controle de armas de fogo do Canadá nos últimos 50 anos teve qualquer efeito na prevenção da violência, ou de outra forma impedindo pessoas más de realizarem suas más ações ... As regras excessivas na verdade não aumentam de forma alguma a segurança pública, mas meramente contribuem para um regime caro e desnecessário que prejudica apenas aqueles com intenções legais". A declaração foi considerada por alguns como insensível e politicamente motivada. A NFA manteve sua declaração, alegando que eles estavam respondendo aos apelos por um controle mais rígido de armas que as pessoas nas redes sociais e no governo estavam fazendo.
No final de março de 2015, a NFA retirou-se de um comitê que examinava a proposta de legislação anti-terrorismo do governo canadense, Bill C-51.